# 東京都のキリスト教の教会一覧
東京都のキリスト教の教会一覧は、日本のキリスト教史の中で全国的に著名な東京都のキリスト教の教会の一覧である。統合・廃止により消滅した教会も含まれる。また、現在の日本基督教団の教区や教会・伝道所については日本基督教団の教会・伝道所一覧を参照。
カトリック教会、日本正教会も参照のこと。

## 区部

### 足立区
- 単立・亀有キリスト福音教会（足立区東和、1955年創立、高木輝夫が主任牧師）
- 単立・聖愛基督福音教会（足立区千住旭町、森本春子が牧師）

### 荒川区
- 単立・東京福音教会（荒川区東日暮里、1924年創立）

### 板橋区
- 日本福音ルーテル板橋教会　－　板橋区板橋　（1962年創立）

### 江戸川区
- 小岩栄光キリスト教会（江戸川区北小岩、1954年創立、吉山宏が主任牧師）
- 小岩四恩キリスト教会（江戸川区東小岩、1927年創立）
- （宗）福音伝道教団　葛西福音キリスト教会　（江戸川区東葛西、1981年創立）

### 大田区
- 大森教会(日本キリスト教会) - 大田区大森北、1915年創立、日本キリスト教会の中心的教会、佐波亘が再建)
- 大森めぐみ教会(日本基督教団) - 大田区池上、1927年創立、岩村清四郎が創立する。岩村信二が長年牧師をする。
- 田園調布教会（日本基督教団)- 大田区田園調布、1931年創立
- 日本チャーチオブゴッド教団・東京ライトハウスチャーチ（大田区矢口、1963年創立）

### 北区
- 日本アッセンブリーズ・オブ・ゴッド教団神召キリスト教会（北区滝野川、1927年に弓山喜代馬により創立）

### 江東区
- 堺福音教会 東京チャペル(日本福音教会) - 江東区木場

### 品川区
- 日本基督教団大井町教会（品川区東大井、1877年創立）
- 単立・キリスト品川教会（品川区北品川4-7-40）
- 日本基督教団五反田教会（東京都品川区戸越2-1-20）

### 渋谷区
- 日本基督教団聖ヶ丘教会（渋谷区南平台町、1889年創立）
- 日本基督教団渋谷教会（1926年創立、バークレー・バックストン流れを受け継ぐ教会）
- 日本基督教団中渋谷教会(渋谷区桜丘町、1914年に創立。長老派系)
- 日本キリスト改革派教会・東京恩寵教会（常葉隆興によって、1942年創立、改革派の中心的教会）
- 東京渋谷福音教会（渋谷区南平台町、1983年創立）
- 単立・東京ユニオンチャーチ（渋谷区神宮前、1872年創立）
- 日本基督教団・本多記念教会（渋谷区代官山、1953年本多庸一を記念して、甥の阿部義宗が創立）
- 日本基督教団・美竹教会（渋谷区渋谷、1931年創立）
- 渋谷GraceBibleChurch（渋谷区宇田川町）
- 宗教法人 東京バプテスト教会（渋谷区鉢山町）
- 東京キリストの教会(渋谷区富ヶ谷)
- 代官山教会（渋谷区代官山町）
- 日本福音自由教会協議会・グレース宣教会東京チャペル（渋谷区千駄ヶ谷、1982年創立）
- 21世紀キリスト教会（渋谷区広尾、2012年設立）

### 新宿区
- ウェスレアン・ホーリネス教団・淀橋教会（東京都新宿区、1904年創立、中田重治、笹尾鉄三郎らによって設立されたホーリネス運動最初の教会）
- 単立・新宿シャローム教会（コンテンポラリー・ワーシップの代表的教会）
- 日本基督教団・信濃町教会(新宿区、1924年に高倉徳太郎が創設。)
- 日本キリスト教会柏木教会(新宿区北新宿、1931年に植村環が創設)
- 日本ホーリネス教団東京中央教会(新宿区北新宿(淀橋区柏木))、1950年東京聖書学院の教会として車田秋次によって創立。千代崎秀雄が牧師をしていた。)
- 東洋宣教団きよめキリスト教会（新宿区百人町、1996年に創立。）
- フルゴスペル東京教会(新宿区歌舞伎町、1978年創立)
- ヨハン教会連合ヨハン東京キリスト教会（新宿区北新宿、1988年金圭東により創立）
- 東京オンヌリキリスト教会（新宿区北新宿、2001年創立）

### 杉並区
- 日本基督教団永福町教会(杉並区永福町、1877年に設立された両国教会が元になっている。初代牧師は三浦徹)
- 日本イエス・キリスト教団・荻窪栄光教会（東京都杉並区、中田羽後、森山諭により創立1958年創立）
- 単立、久遠キリスト教会（東京都杉並区、1940年創立）
- 日本長老教会・杉並教会(杉並区堀ノ内、1959年創立、小畑進が長年牧師をした。)
- 日本同盟基督教団・和泉福音教会(杉並区和泉、1966年創設、西満、遠藤嘉信らが牧師をした。)
- 日本福音キリスト教会連合・浜田山キリスト教会(杉並区浜田山、1953年創設、舟喜信が牧師をした。)
- 日本長老教会・堀ノ内キリスト教会（杉並区堀ノ内、1947年創立。日本長老教会発祥、東京神学塾）
- 日本基督教団・本郷教会（杉並区上荻、1878年創立。）

### 墨田区
- 日本基督教団本所緑星教会(墨田区、1891年創立)

### 千代田区
- 麹町教会（1877年奥野昌綱により創立。1952年日本基督教団高輪教会と統合）
- 東京ルーテルセンター教会（千代田区富士見、日本ルーテル教団）
- 日本基督教団富士見町教会（千代田区富士見、1887年創立、植村正久が牧師として活躍した教会）
- 日本基督教団番町教会（千代田区四番町、1886年に創立）
- 日本基督教団三崎町教会（千代田区）
- ミッションエイド・クリスチャン・フェローシップ（千代田区駿河台、関根一夫が牧師）

### 世田谷区
- 日本福音キリスト教会連合、キリスト教朝顔教会（世田谷区松原、1950年創立、羽鳥純二、井出定治が牧師をしていた。）
- 単立・経堂めぐみ教会（世田谷区宮坂、増田誉雄によって1974年創立）
- 日本同盟基督教団、世田谷中央教会（世田谷区桜新町、安藤仲市によって1947年創立）
- 日本福音基督教団、成城キリスト教会（世田谷区成城、平出慶一によって1947年に創立）
- 単立・東京キリスト伝道館（世田谷区太子堂、加藤正義によって1944年に創立）
- 日本基督教団・頌栄教会（世田谷区北沢、1874年にディビッド・タムソンにより創立）
- 日本福音基督教団・成城キリスト教会（世田谷区成城、1947年に平出慶一が創立。）
- 東京カベナント教会（世田谷区赤堤、1950年創立）
- 日本キリスト教会・東京告白教会（世田谷区北烏山、渡辺信夫が牧師）
- 聖公会・東京三一教会（世田谷区代沢、1889年創立）
- 日本同盟基督教団・等々力教会(世田谷区等々力、1951年に創立、鋤柄熊太郎、丹羽喬が牧師をしていた。)

### 台東区
- 日本基督教団・浅草教会(台東区西浅草)
- 日本基督教団・下谷教会（台東区東上野、1879年創立）
- 聖川基督福音教会(台東区東浅草、1971年創立、森本春子が牧師)

### 中央区
- 日本基督教団・銀座教会（中央区銀座、1890年創立、元日本メソジスト教会渡辺善太が牧師をしていた。）
- 日本基督教団・日本橋教会(中央区日本橋浜町、1879年創立)

### 豊島区
- 武蔵野教会(日本キリスト教会)-豊島区目白、1929年創設、熊野義孝が長年牧師を勤めた。
- 椎名町教会（日本基督教団)-豊島区南長崎、1926年に日本同盟基督教団の指導者野畑新兵衛が創立。
- 巣鴨教会（日本基督教団)-豊島区南大塚、1876年創立
- 池袋西教会(日本基督教団)-1930年創立、市ヶ谷教会、浅草教会と合併する。

### 中野区
- 日本基督教団・東中野教会(旧:二葉独立教会、二葉教会)(中野区東中野、1910年に野口幽香によって創立、賛美歌の大家由木康が長らく牧師を務める。)
- 日本福音ルーテル　スオミ・キリスト教会　－　中野区上高田　（1990年創立）
- 日本同盟基督教団中野教会　中野区東中野　スカンジナビアン・アライアンス・ミッションの本部教会として1896年に本所小梅町に小梅町同盟協会として創設。1907年に東京中野町に移転し、中野での伝道を開始。
- 日本基督教団江古田教会 - 1939年創立、旧組合系の教会。

### 港区
- 霊南坂教会(日本基督教団)　-　東京都港区、小崎弘道が1879年（明治12年）創立し、牧師として長く活躍した教会、大中寅二がオルガニストを務めた。1980年（昭和55年）山口百恵と三浦友和が結婚式を挙げた。
- 赤坂教会(日本基督教団)　-　港区赤坂、1886年（明治19年）創立、勝海舟より敷地を購入した。笹尾鉄三郎の未亡人が伝道師をした。母体は赤坂病院
- 東京葺手町教会(日本基督一致教会) - 港区虎ノ門、1874年創立、芝教会と合併
- 芝教会(日本基督教団)　-　港区虎ノ門、1874年（明治7年）創立
- 高輪教会(日本基督教団)　-　港区高輪、1882年（明治15年）創立
- 麻布南部坂教会(日本基督教団)　-　港区南麻布、1882年（明治15年）創立
- 鳥居坂教会(日本基督教団)　-　港区六本木、1920年（大正9年）創立
- ジーザスライフハウス東京　-　横浜、北海道、名古屋、仙台、大阪にも教会があるインターナショナルチャーチ

### 文京区
- 豊島岡教会（日本基督教団)-文京区大塚、1879年創立
- 西片町教会(日本基督教団)-文京区西片、1889年創立
- 本郷中央教会(日本基督教団)-文京区本郷、1890年カナダ・メソジスト教会のC・S・イビーにより創立、もと日本メソジスト教会の所属
- 弓町本郷教会(日本基督教団)-文京区本郷、1886年、「組合教会の三元老」と呼ばれた海老名弾正によって創立
- 根津教会(日本基督教団)- 文京区根津、1919年創立

### 練馬区
- カルバリーチャペル西東京(武蔵関駅 南口すぐ、山東克己が牧師をしている。
- 聖書キリスト教会・東京教会（練馬区豊玉北、1953年の尾山令仁の高田馬場での開拓伝道から始まる。）
- 基督兄弟団成増教会（練馬区旭町、松沢秀章が2006年まで牧師をしていた。現在は、アーサー・ホーランドが説教している。）
- 基督聖協団練馬教会・練馬グレースチャペル（練馬区栄町、1955年に森五郎が設立。）
- 日本バプテスト教会連合・練馬バプテスト教会(練馬区桜台、1950年創立、泉田昭が長年牧師をした。)

### 目黒区
- 日本基督教団行人坂教会
- 日本基督教団新栄教会(目黒区中町、1873年創立、ディビッド・タムソンと小川義綏によって創設された東京最初のプロテスタント教会。)

## 多摩地域

### 三鷹市
- 希望の教会（武蔵野市境南町、1985年吉祥寺にて聖書キリスト教会、吉祥寺クリスチャンセンターとして始まり、1993年長老会の承認を得て独立した尾形守の開拓教会）
- 単立・国際基督教大学教会（ICU教会）（三鷹市大沢、アメリカのエキュメニカル派により、1949年に創立された国際基督教大学の教会、ただし大学からは組織的に独立している）
- チャーチオブグローリー（吉祥寺で2000年に始まった、新宿シャローム教会を祖とする教会。2008年に三鷹市移転）

### 多摩市
- 東京フリーメソジスト桜ヶ丘教会（多摩市関戸、1958年に野田秀が創立）

### 国分寺市
- ジーザス・コミュニティ国分寺（国分寺市南町、1999年国分寺にてジーザス・コミュニティ＝Calvary Chapel Kokubunjiとして日本人牧仕（桜井知主夫）を通して開拓され現在に至る。米国カルバリー・チャペルの提携教会：https://calvarycca.org/churches/)

### 東大和市
- 純福音立川教会（東大和市立野) 主任牧師 泉パウロの他、韓国人牧師２名、フィリピン人牧師２名がいる。宗教法人  プロテスタントキリスト教会 https://fgtc777.coｍ

### 東村山市
- 日本ホーリネス教団・東京聖書学院教会（東村山市廻田町、1965年に小林和夫が設立）
- イムマヌエル綜合伝道団・イムマヌエル武蔵村山田園キリスト教会（武蔵村山市中原、1956年創立。蔦田公義が牧師をしている）

### 武蔵野市
- 単立 使徒的実現チャーチ東京（2002年重枝覚子が牧会を始める。2013年調布市から移転。2020年武蔵野市吉祥寺本町2から武蔵野市御殿山に移転）
- 日本福音自由教会協議会・東京武蔵野福音自由教会・武蔵野チャペルセンター（武蔵野市吉祥寺北町、1981年創設、古山洋右、小川国光が牧師を務めた）
- 改革主義福音連盟・三鷹福音教会（武蔵野市西久保、1981年に開拓開始、改革主義福音連盟の教会。違法なホームスクーリングを実践する違法教会であり、少々危険な集まりである）

### 調布市
- コミティッド・ジャパン東京（調布市若葉町、1995年から運営、石井希尚が牧師をしている）